# Charles Edward Magoon
Charles Edward Magoon, né le 5 décembre 1861 à Owatonna, et mort le 14 janvier 1920 à Washington, est un avocat, juge, diplomate et administrateur américain. Il est surtout connu comme ayant été le gouverneur de la zone du canal de Panama, mais aussi ministre au Panama et gouverneur lors de l'occupation américaine de Cuba. Sa carrière politique est marquée par plusieurs scandales.
En tant que conseiller juridique pour le compte du département de la Guerre des États-Unis, il rédige des recommandations et des rapports qui sont utilisés par le Congrès et le pouvoir exécutif afin de gérer la gouvernance des nouveaux territoires acquises par les États-Unis après la guerre hispano-américaine. Ces rapports sont regroupés dans un livre publié en 1902, qui est par ailleurs considéré par les analystes comme un ouvrage majeur sur le sujet. Durant son mandat de gouverneur, Magoon met en pratique les bases de ces recommandations.